# Струнина, Александра Игоревна
Алекса́ндра И́горевна Стру́нина (пол. Aleksandra Igoriewna Strunina, артистические псевдонимы Sasha Strunin, Alexandra Strunin; род. 27 октября 1989, Ленинград, СССР) — польская певица российского происхождения.

## Ранние годы жизни
Александра Струнина родилась 27 октября 1989 года в Ленинграде в семье оперных певцов, она единственный ребёнок Игоря Струнина и Виты Николаенко (уроженки Украины). До 1992 года Александра жила у бабушки на Украине, её родители в 1991 году заключили контракт с Большим театром в Познани и забрали свою дочь в Польшу, где та закончила общеобразовательный лицей и музыкальную школу по классу фортепиано.

## Артистическая биография
В 2003 году Александра победила на фестивале англоязычной песни в Бжеге. В 2004 году она принимала участие в 4 сезоне телевизионного певческого реалити-шоу «Идол» (польская версия британского Pop Idol, русская версия того же реалити-шоу известна под названием «Народный Артист»), где дошла до полуфинала.
В 2005 году она вошла в состав вновь созданной группы The Jet Set, в составе группы она работала до 2009 года. Одновременно в конце 2007 года она прошла кастинг на фильм «Первая лунная ночь» (пол. Pierwsza księżycowa noc), в течение марта 2008 года она принимала участие в пятом сезоне телевизионного реалити-шоу «Большой брат» (Big Brother).
1 января 2009 года группа The Jet Set прекратила своё существование, Александра начала сольную карьеру. 17 мая 2010 года начиная с 1112 серии начала съёмки в сериале «Первая любовь» (пол. Pierwsza miłość) в роли певицы Калины Сьвентоховской. В октябре-ноябре 2010 года она принимала участие в первом сезоне танцевального телеконкурса «Короли танцпола» (пол. Królowie Densfloru), в котором заняла пятое место.
В настоящее время она учится на факультете фотографии Познанского университета искусств.

## Дискография

### Альбомы
(в составе The Jet Set):
- 2006 Just Call Me

(соло):
- 2009 Sasha
- 2013 Stranger — EP
- 2016 Woman in Black

### Синглы
(в составе The Jet Set):
- 2006 How Many People
- 2006 Just Call Me
- 2007 Time to Party
- 2008 The Beat of Your Heart

(соло):
- 2009 Emely (при участии Дэнни Сауседо)
- 2009 To nic kiedy płyną łzy
- 2009 Zaczaruj mnie ostatni raz
- 2010 Muzyki moc (при участии ВИВА и друзья)
- 2011 Game Over
- 2013 Stranger
- 2016 Woman in Black